# Jaime Pujiula
Jaime Pujiula Dilmé (Besalú, Gerona, 22 de agosto de 1869 – Barcelona, 15 de dezembro de 1958) foi um jesuíta e biólogo espanhol. Sua pesquisa se especializou em citologia, histologia e embriologia. 
Ingressou na Companhia de Jesus em 1887. Depois de completar a formação em Teologia na Alemanha, foi designado professor de História Natural no Colégio de San José, em Valência. Posteriormente, foi enviado para vários centros da Europa Central para se especializar em ciências biológicas. Depois de frequentar as universidades de Innsbruck, Trieste e o Instituto Embriológico de Viena, regressou a Espanha em 1910 e fundou o Laboratório Biológico do Ebro. Em 1916, o centro foi transferido para Barcelona, onde tomou o nome de Instituto Biológico de Sarriá. Ele ocupou o cargo de diretor até sua morte em 1958. Foi membro da Real Academia de Medicina de Barcelona e, entre 1925 e 1928, foi presidente da Instituição Catalã de História Natural.
Vitalista católico, suas linhas de pesquisa abrangiam todas as áreas da biologia, mas era um embriologista talentoso. Especializou-se em embriologia comparativa, arma que utilizou veementemente contra o transformismo evolucionista.

## Obras
- Pujiula, Jaime (2007). Elementos de embriología del hombre y demás vertebrados. [S.l.]: Clipmedia Edicions. ISBN 978-84-612-1081-7
- — (1960). El médico ante los derechos del no nacido. [S.l.]: Editorial Casals. ISBN 978-84-218-0052-2
- — (1960). Manual completo de Biología moderna. [S.l.]: Editorial Casals. ISBN 978-84-218-0026-3
- — (1957). Citología. Parte práctica. [S.l.]: Editorial Casals. ISBN 978-84-218-0054-6
- — (1954). Citología. Parte teórica. [S.l.]: Editorial Casals. ISBN 978-84-218-0055-3
- — (1948). La Naturaleza, maestra del hombre. [S.l.]: Editorial Casals. ISBN 978-84-218-0029-4
- — (1941). Embriología. [S.l.]: Bailly Bailliere. ISBN 978-84-7027-034-5
- — (1936). Histología, Fisiología y anatomía microscópica humana y animal. [S.l.]: Editorial Casals. ISBN 978-84-218-0053-9
- — (1930). Trayectorias embriológicas. [S.l.]: Editorial Casals. ISBN 978-84-218-0051-5